# Pseudombrophila porcina
Pseudombrophila porcina är en svampart som först beskrevs av Svrcek & Kubicka, och fick sitt nu gällande namn av Johannes van Brummelen 1995. Pseudombrophila porcina ingår i släktet Pseudombrophila och familjen Pyronemataceae.  Arten är reproducerande i Sverige. Inga underarter finns listade i Catalogue of Life.